# Porominovo
Porominovo (bulgariska: Пороминово) är en ort och ett distrikt i Bulgarien.   Det ligger i kommunen Obsjtina Kotjerinovo och regionen Kjustendil, i den västra delen av landet, 70 km söder om huvudstaden Sofia.
Omgivningarna runt Porominovo är en mosaik av jordbruksmark och naturlig växtlighet. Runt Porominovo är det ganska tätbefolkat, med 93 invånare per kvadratkilometer.